# Schrankia oxygramma
Schrankia oxygramma är en fjärilsart som beskrevs av Edward Meyrick 1899. Schrankia oxygramma ingår i släktet Schrankia och familjen nattflyn. Inga underarter finns listade.